# الحركة التحررية في كوستاريكا
حزب الحركة التحررية هو حزب سياسي يقوم على التحفظية التحررية في كوستاريكا. تأسس الحزب في مايو 1994. بعد ارتباط الحزب خلال أوائل العقد الأول من القرن الحادي والعشرين بمرشحه الدائم أوتو جيفارا ومرشحين آخرين، ووصوله إلى المركز الثالث في عامي 2006 و2010، تأثر بالعديد من فضائح الفساد والافتقار إلى الأموال، وعانى الحزب تدريجيًا من كارثة في عام 2014 انتهت في المركز الرابع على قائمة المرشحين الرئاسيين، وفي المركز الخامس في البرلمان. لاحقًا، خسر كل رؤساء البلديات في انتخابات التجديد النصفي المحلية في عام 2016، ثم حصل الحزب أخيرًا على نتائج سيئة في عام 2018 مع وصول ترشيح جيفارا إلى 1% فقط من الدعم وخسارة كل المقاعد في الكونغرس.

## تاريخ
بتأسيسه على يد ليبراليين غير متحزبين من الأكاديمية، ومنشقين ليبراليين من حزب الوحدة المسيحي الاجتماعي، تنافس الحزب مع فيدريكو ملافاسي، مع حصول الأخير على 0.4% فقط من الأصوات، لكنه نجح في تحقيق انتخاب محامي أوتو جيفارا عضوًا في الجمعية التشريعية. في ذلك الوقت، كان الحزب ليبرتاريًا بقوة، وكان لصالح الحد الأدنى من الحكومة (وهو ما يثير جدلًا كبيرًا في دولة رفاه مثل كوستاريكا عندما تميل حتى الأحزاب اليمينية مثل المسيحيين الاجتماعيين إلى قبول البرامج الاجتماعية والتدخل الحكومي)، وإضفاء الشرعية على المخدرات الترفيهية، وزواج المثليين، والإجهاض وما شابه ذلك.
في عام 2002، ترشح جيفارا لمنصب الرئيس (1.7% من الأصوات)، وفاز الحزب في الانتخابات التشريعية بنسبة 9.3% من الأصوات الشعبية و6 من أصل 57 مقعدًا. بعد أسابيع قليلة من توليه منصبه، ترك أحد أعضاء الكونغرس الحزب وأصبح مستقلًا، تاركًا حزب الحركة التحررية مع خمسة مقاعد. في عام 2006، ترشح جيفارا مرة أخرى للرئاسة (دون نجاح بنسبة 8.4% من الأصوات)، وفاز الحزب في الانتخابات التشريعية بنسبة 9.1% من الأصوات الشعبية و6 من أصل 57 مقعدًا. أيد القس الإنجيلي فرناندو أليكسيس كاستيلو فيلانويفا الحزب في تلك الفترة. في الانتخابات العامة عام 2010، كان جيفارا مرة أخرى المرشح الرئاسي لحزب الرابطة وحصل على 20% من الأصوات الشعبية، ورفع عدد نوابه إلى تسعة نواب (حتى أن ثلاثة من هؤلاء النواب انشقوا عن الحزب قبل نهاية الفترة التشريعية). على مستوى البلديات، حصل الحزب على عمدة واحد في عام 2006 واثنين في عام 2010.
وفي حملته الانتخابية عام 2014، اتخذ الحزب موقفا أكثر تحفظًا اجتماعيًا، حيث عارض تمامًا تشريع الإجهاض، ورفض حق الأزواج المثليين في الحصول على رخصة زواج.
عانى الحزب من كارثة في انتخابات عام 2014، وتراجع المركز الرابع بعد حزب العمل للمواطنين، وحزب التحرير الوطني، وحزب الجبهة العريضة، ما خفض تمثيله في الكونغرس إلى أقل من النصف (أربعة مقاعد)، ولم يتمكن من انتخاب أي رئيس بلدية في الانتخابات البلدية النصفية لعام 2016. كانت هذه الكارثة الانتخابية مكلفة أيضًا، إذ عجز الحزب عن سداد بعض ديون حملته الانتخابية لكل من العمال، والضمان الاجتماعي، ومقدمي القروض، والبنوك. كما حصل في السابق سنة 2015، انشق نائب آخر، كارمن كيسادا، التي أعلنت نفسها مستقلة.
في عام 2015 أيضًا، ذهب العديد من أعضاء الحزب إلى المحاكمة بعد اتهامهم بالتزوير من قبل الدولة، إذ بدا أنهم حاولوا التضليل على المحكمة الانتخابية في دفع تكاليف التدريب الذي كانت تغطيه بالفعل مؤسسة فريدريش نومان. حكم القضاة على نائب رئيس الحزب وأمين الصندوق والمحاسب بالسجن مدة ثمانية أعوام.